# Charles Hose
Charles Hose (12 ottobre 1863 – 14 novembre 1929) è stato uno zoologo, etnologo e diplomatico britannico.
Trascorse gran parte della sua vita (dal 1884 al 1907) in Sarawak e in altre zone della Malaysia, e nel 1902 venne nominato «Residente di Baram». Nelle Indie orientali, oltre a dedicarsi allo studio delle specie animali proprie dell'area, riuscì anche a individuare con successo la principale causa del beriberi. Fu anche un buon cartografo e realizzò la prima mappa dettagliata del Sarawak.
Varie specie di mammiferi, quasi tutte endemiche del Borneo, come la civetta delle palme di Hose (Diplogale hosei) e il presbite di Hose (Presbytis hosei), portano il suo nome.